# صعود مهووسة الكتب
صعود مهووسة الكتب (باليابانية: 本好きの下剋上 ～司書になるためには手段を選んでいられません～، بالروماجي: Honzuki no Gekokujō: Shisho ni Naru Tame niwa Shudan o Erandeiraremasen) هي سلسلة رواية خفيفة من تأليف ميا كازوكي ورسم يو شينا، نشرت على الأنترنت على موقع شوسيتسوكا ني نارو، منذ سبتمبر 2013 حتى مارس 2017. ثم نشرت على شكل رواية مطبوعة من قبل TO Books، منذ 25 يناير 2015. اقتبست إلى سلسلة مانغا من تأليف سوزوكا، نشر الجز الأول من المانغا على موقع نيكونيكو، منذ أكتوبر عام 2015 حتى يوليو 2018، تم تجمع الفصول من قبل TO Books في 7 مجلدات تانكوبون. أنتجت إلى مسلسل أنمي تلفزيوني من قبل استوديو أجيا-دو أنيميشن وركز، عرض الأنمي في 3 أكتوبر عام 2019 واستمر عرضه حتى 26 ديسمبر 2019،  عرض الجزء الثاني في 5 أبريل عام 2020 واستمر عرضه حتى 21 يونيو عام 2020، وتكون من 26 + حلقة 2 أوفا.

## القصة
تدور أحداث القصة عن أورانو موتوسو وهي طالبة جامعية ومحبة للكتب، وقريبا ستصبح أمين مكتبة بعد تخرجها من الجامعة، ولكنها تسحق تحت كومة من الكتب خلال زلزال وتموت. لكن رغبتها القوية في القراءة تجعلها تتجسد في عالم حيث تقرأ الكتب إلى الأبد. تسيقظ أورانو في جسم فتاة عمرها خمسة سنوات اسمها ماين، في عالم حيث الكتب نادرة ومحدودة على طبقة النبلاء، وللاحتفاظ بذكرياتها من حياتها سابقة، تقرر كتابة كتاب خاص بها.

## الشخصيات
ماين / أورانو موتوسو (باليابانية: 本須 麗乃، بالروماجي: Motosu Urano)
أداء صوتي: يوكا إيغوتشي
فرديناند (باليابانية: フェルディナンド، بالروماجي: Ferudinando)
أداء صوتي: شو هايامي
تولي (باليابانية: トゥーリ، بالروماجي: Tūri)
أداء صوتي: ميغومي ناكاجيما
إيفا (باليابانية: エーファ، بالروماجي: Ēfa)
أداء صوتي: فوميكو أوريكاسا
غونتر (باليابانية: ギュンター، بالروماجي: Gyuntā)
أداء صوتي: تسويوشي كوياما
لوتز (باليابانية: ルッツ، بالروماجي: Rutsu)
أداء صوتي: موتسومي تامورا
أوتو (باليابانية: オットー، بالروماجي: Ottō)
أداء صوتي: ساتوشي هينو
بينو (باليابانية: ベンノ، بالروماجي: Benno)
أداء صوتي: تاكيهيتو كوياسو
'مارك (باليابانية: マルク، بالروماجي: Maruku)
أداء صوتي: تومواكي ماينو
غوستاف (باليابانية: グスタフ، بالروماجي: Gusutafu)
أداء صوتي: هيروشي ناكا
فريدا (باليابانية: フリーダ، بالروماجي: Furīda)
أداء صوتي: أيا أوتشيدا
غيل (باليابانية: ギル، بالروماجي: Giru)
أداء صوتي: يوكو سانبي
فران (باليابانية: フラン، بالروماجي: Furan)
أداء صوتي: شو كارينو
ديليا (باليابانية: デリア، بالروماجي: Deria)
أداء صوتي: تشيو تومارو

## وصلات خارجية
- الرواية على موقع شوسيتسوكا ني نارو باللغة اليابانية
- موقع الرواية الخفيفة الرسمي باللغة اليابانية
- موقع الأنمي الرسمي باللغة اليابانية
- 1 Manga Official Website باللغة اليابانية
- 2 Manga Official Website باللغة اليابانية
- 3 Manga Official Website باللغة اليابانية
- 4 Manga Official Website باللغة اليابانية
- صعود مهووسة الكتب على موقع ميوزك برينز (الإنجليزية)
- صعود مهووسة الكتب على موقع ميوزك برينز (الإنجليزية)
- صعود مهووسة الكتب على موقع ANN manga (الإنجليزية)